# 雷鬼音樂
雷鬼樂（英文：Reggae），又譯雷吉樂、瑞格樂、雷吉、雷鬼，是1960年代源自於牙買加的一种音乐类型，也是牙买加或牙買加僑民的流行樂。雷鬼的名稱源自牙買加某個街道名稱，意思是日常生活上一些瑣碎的事情。1968年由樂團Toots & The Maytals演唱的Do the Reggay是第一首出現Reggay的流行樂曲，為此音乐类型命名，也向大眾介紹雷鬼音樂。雷鬼音樂有時會用來指多种牙買加的舞曲總称，不過雷鬼音樂主要是指一種受到牙買加傳統門特音樂、美國爵士乐和节奏布鲁斯影響的音樂，而且從早期的斯卡曲風和慢拍摇滚所衍生的新音樂類型。雷鬼音樂常和新聞、社會八卦以及政治評論有關。雷鬼音樂的特點是其貝斯吉他和鼓強拍的對位，以及其反拍節奏部分。雷鬼音樂是起源於斯卡曲風和慢拍摇滚，雷鬼音樂類似慢拍摇滚一樣，用貝斯作為節奏樂器。
雷鬼音樂和拉斯塔法里运动有密切的關係，拉斯塔法里运动是非洲中心的宗教，自1930年代從牙買加發展，主要是提倡泛非主义。在拉斯塔法里运动普及之後，隨著拉斯塔法里运动以及其教義開始被人所知，雷鬼音樂也開始在全世界流行。雷鬼音樂是傳播拉斯塔法里运动主要訊息的重要工具，音樂家成為了訊息傳遞者，如拉斯塔法里运动所提到的：「士兵和音樂家是帶來改變的工具。」。
在音樂風格上，雷鬼音樂結合了节奏布鲁斯、爵士乐以及門特（慶祝用的鄉間音樂，是農村大眾的舞曲，也取代了讚美詩和當地教堂歌唱的改編聖歌）、卡里普索音樂（calypso）,，也受到傳統非洲民間節奏的影響。雷鬼音樂中最容易識別的是其反拍節奏，由吉他或網鋼琴在反拍上所彈奏的斷奏和弦。其強拍在二、四拍上。雷鬼音樂的速度一般會比斯卡曲風和慢拍摇滚要慢。在雷鬼音樂中可以看到对唱的概念。雷鬼乐的代表人物是巴布·馬利（Bob Marley，又译作鲍勃·马莱，1945年-1981年），他带动了雷鬼乐的流行。雷鬼音樂流派是由鼓和貝斯所主導。主要的樂手有Toots and the Maytals樂團的傑克·傑克遜、鲍勃·马利与哭泣者乐队的Carlton Barrett、The Skatalites中的Lloyd Brevett、Toots and the Maytals的保羅・道格拉斯、The Skatalites的Lloyd Knibb、Winston Grennan、Sly Dunbar和來自The Upsetters的Anthony "Benbow" Creary。貝斯吉他在雷鬼音樂中的角色很重要。雷鬼音樂中的貝斯樂音很粗重，而且經過等化器處理，以去掉其高頻音，強調其低頻音。雷鬼音樂中的吉他多半是在反拍時彈奏。雷鬼音樂常會用牙买加方言、牙買加英文或伊亞里克方言演唱。雷鬼音樂的歌詞會強調社會批判以及其宗教上的傳統，不過許多的雷鬼音樂也會討論相對輕鬆、個人化的主題，例如愛和社交。
雷鬼音樂已擴展到世界上的許多國家，常配合當地的樂器演奏，也會和其他的音樂融合。西班牙雷鬼從中美洲西班牙語的巴拿馬開始，擴展到南美大陸的委內瑞拉、圭亚那，之後擴展到其他國家。英國的加勒比音樂（其中也包括雷鬼音樂），自1960年代就開始流行，也演變出許多的子流派，也和其他的音樂融合。許多雷鬼樂手的音樂生涯是從英國開始的，也有許多歐洲藝人以及樂團從歐洲的牙買加和加勒比群體中取得靈感。1970年代后，雷鬼樂開始成為主流流行音樂曲風之一，眾多樂隊歌聲紛紛效仿，其中以英國的UB40和警察乐队最为知名。非洲的雷鬼音樂是從巴布·馬利在1980年代訪問辛巴威開始流行。在牙買加，雷鬼音樂的授權是一大收入來源。2018年，雷鬼音樂被列入聯合國教科文組織的非物質文化遺產。

## 关于称呼
- 廣義上指牙買加境內流行音樂，但也包含斯卡曲風、慢拍摇滚或者dub。

## 音樂特性

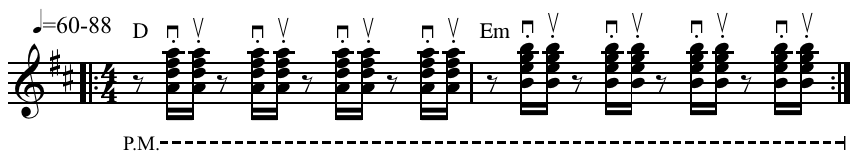
Skank guitar節奏，一般常視為是雷鬼樂節奏

雷鬼樂採用了一些節奏藍調（R&B）、爵士乐、门特音樂、卡里普索音樂、非洲音樂及拉美音樂中的一些元素。
雷鬼樂的拍號一般會是4/4拍，由於其平衡的節奏不太適合其他的拍號．例如3/4拍。雷鬼樂中最容易識別的是其弱拍的節奏。由吉他或鋼琴（或二者都有）演奏的斷音．一般稱為Skank。
雷鬼樂的重音在每個小節的第二拍及第四拍，而且用鼓強調第三拍，創造出一個獨特的感受。雷鬼的弱拍可以視為在重音在「1 and 2 and 3 and 4 and etc」的and上，和其他流行音樂的强拍恰好相反。
雷鬼樂的節奏一般比斯卡或慢拍搖滾要慢，其特點是較慢的節奏、吉他或鋼琴的弱拍、強調第三拍，以及由切分音組成，旋律性的低音线，這些特質使雷鬼樂不同於其他音樂。